# Nefropatía por IgA
La nefropatía por IgA (también llamada nefritis por IgA, IgAN, enfermedad de Berger y glomerulonefritis sinfaringítica) es una forma de glomerulonefritis (inflamación del glomérulo renal), de hecho, la forma más común de glomerulonefritis en el mundo. La nefropatía por IgA primaria se caracteriza por un depósito del anticuerpo IgA en el glomérulo. Existen otras enfermedades asociadas a un depósito de IgA, el más común es la púrpura de Schönlein-Henoch, el cual se considera una forma sistémica de la nefropatía por IgA. Típicamente la enfermedad se presenta con hematuria (sangre en la orina) en adultos y puede evolucionar a una insuficiencia renal crónica.

## Historia
Heberden fue el primero en describir esta enfermedad en el año 1801 en un paciente de 5 años de edad con dolor abdominal, hematuria (presencia de sangre en la orina), hematoquecia (pérdida de sangre roja por el recto) y púrpura en las piernas. Luego, en 1837, Johann Schönlein describió un síndrome purpúrico asociado con dolor en las articulaciones y precipitados en la orina de niños. Un estudiante de Schönlein, Eduard Henoch, asoció el dolor abdominal con el trastorno renal en un síndrome. Jean Berger y Hinglais, en 1968 fueron los primeros en describir el depósito de IgA en esta forma de glomerulonefritis—y de allí el nombre enfermedad de Berger.

## Epidemiología
La nefropatía por IgA es la glomerulonefritis más frecuente en edad adulta (segunda y tercera década de vida), los hombres se ven tres veces más afectados que las mujeres. Existe una impresionante variación geográfica en la --prevalencia de la nefropatía por IgA en el mundo. Es la enfermedad glomerular más frecuente en el lejano Oriente y en el sur de Asia, recopilando casi la mitad de los pacientes con glomerulopatías. Sin embargo, solo representa el 25% en la población europea y un 10% entre norteamericanos, con los afroamericanos mostrando la prevalencia más baja con un 2%. Un factor que influye en este análisis es la política de examinar a personas sanas así como el uso de biopsias por aspiración de aguja fina como una herramienta investigativa. Por ejemplo, los niños en Japón hacen exámenes de orina de rutina, así como los reclutas en la fuerza armada de Singapur y cualquier anormalidad sospechosa se investiga con una biopsia renal, lo cual puede que explique la alta incidencia de la nefropatía por IgA en esos países.

## Fisiopatología
La enfermedad recibe su nombre por razón de los depósitos de inmunoglobulina A (IgA), haciendo un patrón de acúmulos esparcidos en parches por las regiones mesangiales, el centro del glomérulo renal. Como regla general, este es un trastorno que afecta a todo el riñón. Los cambios en el tejido son graduales, desde un patrón hipercelular hasta depósitos de proteínas extracelulares y finalmente fibrosis. No hay una explicación clara del porqué del acúmulo de IgA. 
Una teoría recientemente propuesta se enfoca en posibles anormalidades de la molécula de IgA1, una de las subclases de la inmunoglobulina, la cual está glicosilada en un número determinado de residuos de serina y treonina en un lugar de su cadena rica en prolina. Una deficiencia de estos azúcares parece producir polimerización de la molécula de IgA en tejidos, especialmente el mesangio glomerular. Un mecanismo similar parece ocurrir en la púrpura de Schönlein-Henoch, una forma de vasculitis que afecta principalmente a niños.
Una fuente de evidencias de que el problema no es causado por el riñón está en la reaparición del trastorno después de un trasplante de riñón, lo que postula que sea un evento mediado por el sistema inmune. Otra evidencia de ello es que el IgA1 que se acumula en el glomérulo no proviene del tejido linfoide asociado a mucosa, lugar de la mayoría de las infecciones del tracto respiratorio superior, sino de la médula ósea, sugiriendo que es una patología inmune, en vez de una interferencia por agentes externos.

## Genética
Aunque se han descritos varias correlaciones genéticas, no existe un patrón consistente que sugiera la existencia de un gen susceptible. Las asociaciones descritas incluyen aquellas con el alelo C4 null, alelos del factor B Bf, antígenos del Complejo Mayor de Histocompatibilidad e isotipos del IgA. El polimorfismo del gen ACE, alelo D, se ha asociado con la evolución hacia una insuficiencia renal, similar a la asociación con tras causas de insuficiencia renal crónica. Sin embargo, cerca del 90% de los casos de nefropatía por IgA son esporádicos, con muy pocos árboles genealógicos descritos, uno en Italia y otro en Kentucky, Estados Unidos.

## Pronóstico
El sexo masculino, la aparición de proteinuria (especialmente mayor a 2 g/día), hipertensión arterial, el tabaquismo, la hiperlipidemia, la edad avanzada, una historia familiar y una creatinina elevada son todos marcadores de un peor pronóstico. La franca hematuria parece estar asociada a un mejor pronóstico, quizás por razón de un diagnóstico precoz, excepto en el grupo en el que se ha reportado ya un mal pronóstico. La proteinuria y la hipertensión son los factores más poderosos de un mal pronóstico en este grupo.
Ciertos elementos encontrados en la biopsia, como la cicatrización intersticial se asocian a un mal pronóstico. Ha sido recientemente demostrado que el polimorfismo del gen ACE tiene un impacto con el genotipo dominante asociado con una más certera evolución hacia la insuficiencia renal.